# Église Notre-Dame de Montreuil-Bellay
L'église paroissiale Notre-Dame est située à Montreuil-Bellay, en France.

## Localisation
Elle est située dans le département français de Maine-et-Loire, sur la commune de Montreuil-Bellay.

## Historique
Ancienne chapelle du château construite au XVe siècle elle est devenue collégiale desservie par des chanoines sous le nom de collégiale Notre-Dame.
Elle fut donnée à la commune et transformée en église paroissiale au début du XIXe siècle à la suite de la désaffectation de l'ancienne église Saint-Pierre située au prieuré des Nobis qui tombait en ruine.
Un pont au-dessus des douves fut construit en 1863 pour donner un accès direct à l'église sans passer par la cour du château.

## Protection
L'édifice est classé au titre des monuments historiques en 1907 et en 2022.

## Description
L'église située dans l'enceinte du château était à l'origine sa chapelle.
La nef est ceinturée d’une litre funéraire aux armes seigneuriales.